# Tristeza (banda)
Tristeza (también como Tristeza!) es un grupo de post-rock, procedentes de San Diego, California.

## Historia
Tristeza es un grupo originario de California. se formó en la primavera de 1997 por Christopher Sprague (guitarra), James LaValle (guitarra), Luis Hermosillo (Bajo) y James Lehner (Batería); poco después se les unió Stephen Swesey en los teclados, grabaron su primer 7 "Foreshadow" que fue lanzado en la primavera de 1998, saliendo de gira para promoverlo mientras preparaban el material para su primer L.P.: Spine and Sensory, grabado por Tim Green en su estudio "Louder Studios" en San Francisco, el álbum fue distribuido por Makoto Recordings en abril de 1999, este año también lanzaron "Insound Tour-support Series Vol. 1" E.P. y CD y "Macrame" 7" ambos grabados en el estudio de Mike Hammel: Last Time Around Studio en Los Angeles, estas fueron ediciones limitadas que solo se vendieron en gira.
En abril del año [2000] grabaron su segundo álbum Dream Signals in Full Circles con el productor Dave Trumfio en su estudio King Size Sound Labs en Chicago; el álbum fue distribuido por Tiger Style Records en septiembre de este año, el álbum fue muy bien recibido en todo el mundo con lo que a principios del 2001 Tristeza salió de gira a Europa y Japón por primera vez.
Al terminar su gira de promoción para Dream Signals in Full Circles, el grupo se tomó un descanso de los escenarios para grabar con Matt Anderson en su disquera Gravity label, Mania Phase 12" y Mixed Signals colección de remixes fueron el resultado, lanzados a principios del 2002; Tristeza salió de gira nuevamente por E.U.A. Japón y Europa para promocionar estos lanzamientos; antes de esta gira Stephen Swesey salió de la banda y fue sustituido para la gira por Eric Hinojosa; desde entonces Swesey toca esporádicamente con el dúo electrónico Languis.
A principios del 2003 James LaValle toco por última vez con Tristeza para dedicarse de lleno a su proyecto The Album Leaf, así el grupo decidió tomarse un tiempo para descansar y buscar sustitutos para los dos miembros que salieron. Este año la banda decidió lanzar un 12" en Gravity titulado Espuma que contiene canciones que no habían salido en discos anteriores y material en vivo, además de la primera canción de la banda sin LaValle titulada "This Trap".
En el 2004 la banda empezó a ensayar las canciones para su nuevo álbum con el teclista Sean Ogilvie, posteriormente se les unió Alison Ables en la guitarra, A Colores fue lanzado el 22 de noviembre de 2005 por Better Looking Records, en junio de este año tocaron por primera vez en la Ciudad de México y Guadalajara, Jalisco. y regresaron por tercera vez a Japón en septiembre.
En agosto de 2006 lanzaron un nuevo álbum "En Nuestro Desafío" distribuido por Berrer Looking Records; Actualmente se encuentran trabajando en una nueva producción.

## Miembros
- Christopher Sprague - guitarra
- Jimmy Lehner - Batería
- Luis Hermosillo - Bajo
- Alison Ables - Guitarra
- Sean Ogilvie - teclado

### Miembros pasados
- James LaValle - guitarra (desde 1997 hasta 2003)
- Stephen Swesey - teclado (desde 1997 hasta 2002)

## Discografía

### Álbumes
- Spine And Sensory - 1999
- Dream Signals In Full Circles - 2000
- Mixed Signals - 2002
- Mania Phase - 2002
- Espuma - 2003
- Spine And Sensory - 2004
- A Colores - 2005

### EP
- Foreshadow - 1997
- Insound Tour - 1999
- Macramé - 1999
- Are We People - 2000